# 倪夏莲
倪夏莲（1963年7月4日—），出生于上海，祖籍浙江嵊县，自1991年起代表盧森堡参加乒乓球赛事，目前定居于埃特尔布吕克。

## 生平
1963年，倪夏莲出生于上海。1979年，获第四届全运会女子单打亚军，并进入国家队。1983年，与郭跃华搭档，获得东京世乒赛混双冠军。于1986年退役。
1989年，倪夏莲辗转至德国，经德国人汉斯的引荐，于1990年6月加入到卢森堡国家队和当地一家乒乓球俱乐部。此后倪夏莲便开始代表卢森堡参加国际比赛，她的丈夫Tommy Danielsson同时担任她的教练。两次获得欧锦赛女单金牌。在悉尼奥运会中打进十六强，此后也多次参加奥运会和世锦赛。
倪夏莲代表盧森堡參加2016年夏季奧林匹克運動會女子乒乓球單打比賽，第三圈敗給冯天薇。在2017奧地利公開賽第一天賽事，以七局（9-11, 5-11, 11-6, 11-6, 5-11, 16-14, 18-16）擊敗來自日本的大會第七號種子選手橋本帆乃香（當時世界排名第13），該場比賽共耗時1小時33分42秒，創下近代職業公開賽單場比賽所費時間最長的紀錄。在2020年夏季奧林匹克運動會上，58歲的倪夏蓮作為最年長的乒乓球運動員代表盧森堡參賽，但最終以3-4的戰績落敗於17歲的韓國選手申裕斌。
2021年，58岁的倪夏莲與莎拉·德努特為盧森堡获得2021年世界乒乓球锦标赛女双比赛季军。
2022年6月，倪夏莲被授予卢森堡大公国橡树皇冠勋章骑士称号。
2024年，倪夏莲依然代表盧森堡隊參加2024年世界乒乓球团体锦标赛，並以60歲之齡以世界排名第52位取得巴黎奧運女單資格，第六次參與奧運。倪夏莲於奧運女子乒乓球單打比賽第一圈，以總局數4:2擊敗31歲的土耳其選手艾天嘉耶，並於第二圈賽事敗給年輕23歲的中國選手孫穎莎，32強止步。

## 外部連結
- 倪夏莲的新浪微博
- 倪夏莲的哔哩哔哩个人空间
- 倪夏莲的Instagram帳戶
- 倪夏莲在Olympedia的个人资料和比赛数据